# Gnaeus Sentius Saturninus (Konsul 41)
Gnaeus Sentius Saturninus († wohl 66) war ein römischer Politiker und Senator.
Saturninus stammte aus einer patrizischen Familie aus Atina in Latium und war ein Sohn des gleichnamigen Suffektkonsuls des Jahres 4 n. Chr. Saturninus war Ädil und im Jahr 37 praetor urbanus, bevor er 41 zusammen mit dem Kaiser Caligula das ordentliche Konsulat bekleidete.
Nach der Ermordung des Caligula durch Cassius Chaerea versuchte Saturninus zusammen mit seinem Amtskollegen Quintus Pomponius Secundus, die Republik wiederherzustellen, während die Prätorianer Claudius zum Kaiser ausriefen. Trotzdem nahm Claudius im Jahr 43 Saturninus als comes nach Britannien mit, wo er militärische Erfolge errang. Für seine Verdienste wurde er mit den ornamenta triumphalia belohnt. Unter Kaiser Nero wurde Saturninus hingerichtet oder zum Selbstmord gezwungen. Er verfiel der damnatio memoriae. Sie fand im Jahr 66 statt, also wird er wohl in diesem Jahr verschieden sein. Saturninus war ein Mitglied des Priesterkollegiums der Quindecimviri sacris faciundis und ein Freund des späteren Kaisers Vespasian.